# Choei Sato
Choei Sato (佐藤 長栄 Satō Chōei?,  nacido el 15 de abril de 1951 en Yamagata) es un exfutbolista japonés que se desempeñaba como guardameta.
En 1978, Sato jugó para la Selección de fútbol de Japón.

## Trayectoria

### Clubes
| Club              | País  | Año         |
| ----------------- | ----- | ----------- |
| Furukawa Electric | Japón | 1974 - 1988 |

### Selección nacional
| Selección | País  | Año  |
| --------- | ----- | ---- |
| Absoluta  | Japón | 1978 |

## Estadística de equipo nacional
| Selección de Japón | Selección de Japón | Selección de Japón |
| Año                | Part.              | Goles              |
| ------------------ | ------------------ | ------------------ |
| 1978               | 1                  | 0                  |
| Total              | 1                  | 0                  |

## Palmarés

### Títulos nacionales
| Título                   | Club              | País  | Año       |
| ------------------------ | ----------------- | ----- | --------- |
| Japan Soccer League      | Furukawa Electric | Japón | 1976      |
| Copa del Emperador       | Furukawa Electric | Japón | 1976      |
| Copa Japan Soccer League | Furukawa Electric | Japón | 1977      |
| Copa Japan Soccer League | Furukawa Electric | Japón | 1982      |
| Japan Soccer League      | Furukawa Electric | Japón | 1985-1986 |
| Copa Japan Soccer League | Furukawa Electric | Japón | 1986      |